# Дві руські народності
Дві руські народності (рос. дореф. Двѣ русскія народности) — програмна публіцистична стаття Миколи Костомарова 1861 року. Вперше опублікована російською мовою у журналі Основа в № 3 1861 року.
У переробленому вигляді включена до першого тому «Історичних монографій» (рос. «Исторических монографій») Костомарова, що вийшов у 1903 році. Була включена до зібрання творів Миколи Костомарова в серії Руська історична бібліотека 1886 року. Видавалась французькою мовою 1916 року, німецькою. Також опублікована за передмовою та редакцією Дмитра Дорошенка 1923 року та іншими виданнями.
Стаття обґрунтовує тезу його магістерської дисертації про відмінність українців та росіян. У статті він спростовує думку про існування лише однієї руської народності. Микола Костомаров вказує на декілька народів, що існували в часи Київської Руси. За переконанням Миколи Костомарова, українці та росіяни доповнюють один одного, їхнє зближення є корисним для обох за умови дотримання автономності у відносинах.
Наперекір того, що він не применшує роль українців та росіян публікація викликала звинувачення автора в сепаратизмі після польського повстання, українофільстві, згодом в москвофільстві та українському націоналізмі. Наперекір того, що вчений стояв на монархічно-лоялістських («федеративних») позиціях за використання в літературі української мови — стаття викликала критику в імперській («великодержавній») публіцистиці. Російський часопис «Русский Вестник» назвав статтю «позорною».
Дослідники вважають, що робота започаткувала українську етнопсихологію , є однією із перших спроб інтерпретації українського національного історичного процесу. Праця є найвідомішою його роботою за кількістю посилань, оскільки думки вченого виходили за межі можливої дискусії. Історична достовірність, послідовність та виваженість висновків Миколи Костомарова зробили статтю «Дві руські народності» як науково-політичну студію з відкритим антиімперським виступом.
Стаття стала каталізатором шовіністичної політики Російської імперії в питанні вживання окремої української мови, яка у 1863 році завершилась урядовим рішенням Валуєвського циркуляра.

## Опис та написання
Стаття за жанром є програмною публіцистичною статтею та продовженням дискусії про роль українців та їхнє становище в Російській імперії з російськими істориками. Микола Костомаров акцентував на моральних, духовних чинниках у своїй аргументації. У дусі роздвоєння подій, явищ і цілих епох під впливом Фрідріха Вільгельма Шеллінга та протиставлення. Автор розглядає також побутування козацтва. Він пов'язує побутування народу й нації, його феноменологічні риси як певної духовної субстанції з темпоральними характеристиками.
Микола Костомаров поєднав романтичний та народницькі підходи в стилі написання для аргументації виокремлення українців. В статті він розглянув три типи політичної організації аристократичного, деспотичного та демократичного штибів, як властиві національним характерам відповідно поляків, росіян та українців. Найбільш аргументованою є частина статті у питанні відмінності росіян та українців. Для нього українці відзначалися однозначно слов'янською приналежністю й європейськими впливами, то росіяни поінтерпретовані як змішаний слов'яно-азіатський характерологічний пласт.
На думку історика, існування різних мов на території Російської імперії не є ознакою роз'єднання.
Він пише про «одну спільну слов'янську сім'ю», розгалужену і поділену. На думку Миколи Костомарова поділ єдиного слов'янського племені на окремі народи, як читаємо у ній, «губиться в глибокій древності». Ототожнює визначення «руський» і «слов'янський» як окремо-рівноцінні та загальні, трактуючи їх зміст як нероздільний та взаємодоповнювальний. Також на думку Костомарова термін «руські» та поняття «руський народ» використовують як інструмент насильного приєднання.
До українців він вживає винятково термін тодішньої етнографічної дискусії південорус, до росіян — великорос.
Історичні судження нагадують погляд на минуле британського публіциста Томаса Карлайла. Акцентування на своєрідності українського народного типу Микола Костомаров запозичив у Михайла Максимовича. Історик опонував імперському світогляду російського історика та представника державної (юридичної) школи російської історіографії XIX століття Сергію Соловйову.

## Зміст

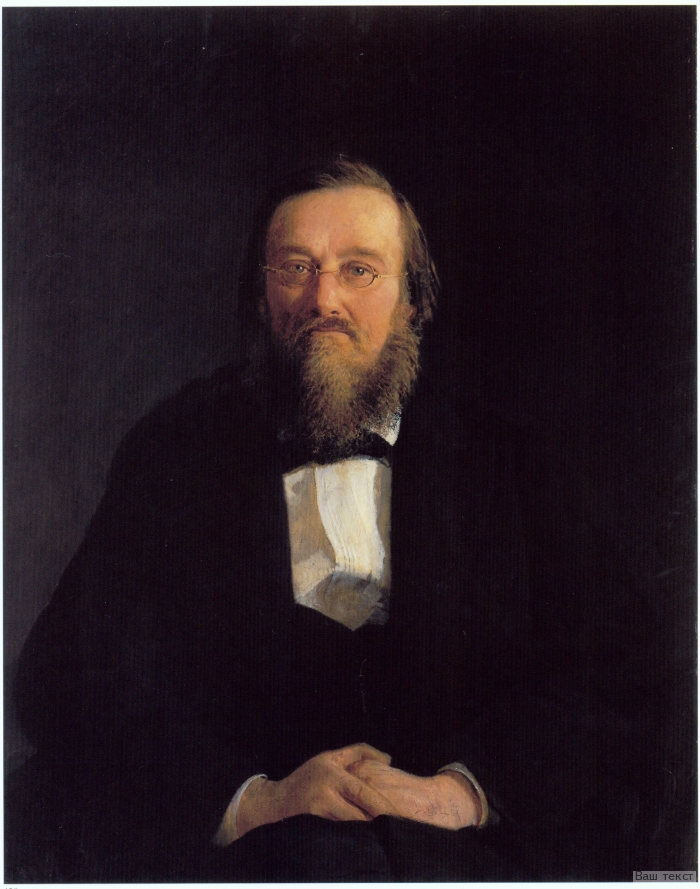
Портрет Миколи Костомарова авторства Микола Ґе 1870 року

Починається стаття з актуалізації проблеми. Микола Костомаров пише, що журнал Основа порушує одне із найважливіших питань, яке необхідно вирішити. Він стверджує, що руська народність не цілісна, а є також й інша. Припускає, що також можливі й інші. Водночас стверджує що всі вони мають спільне походження.
Він каже, що, крім росіян, існує інша, яка має отримати рівні громадянські права слова та думки. Ставить запитання для розгляду проблеми: у чому відмінність та схожість цих народностей та аргументацію, що дає право вважати їх іншим народом, але все одно руськими.
Зовнішні відмінності між південорусом (українцем) та великоросом (росіянином) можна побачити з етнографічного вбрання, домашнього ужитку, звичаїв, культів, господарства, наріччя, що аргументує відмінність внутрішнього світогляду. Виокремлює географічну різницю у проживанні та асиміляційні впливи.
Стверджує, що народна література є «душа народного життя». У викладі він покликається на минуле розроблення слов'янських племен. Пояснює, що назва Русь перейшла до іноземців з Києва та південної Русі, яка є нинішньою Україною. Описує, що в XIV столітті існував східнослов'янський світ Новгорода, Московії, Литви та Русі.
Вказує на знищення Новгорода Московією в XVI та XVII столітті. Костомаров зауважує, що суздалець, москвич та смолянин були руськими за ознаками влади, походження та віри та за князівським ярликом. Киянин, волинець та червонорус були руськими за місцевістю та особливістю народного побуту, звичаями.
Зазначає, що поєднання території Московського царства придало загальні форми та місцеві традиційні ознаки. Тим самим вони запозичили назву руський. Микола Костомаров пише, що «у південноруського народу неначе вкрали його назву». На його думку, Україна, Малоросія, Гетьманщина — це нові назви XVII століття, які є архаїзмами. Назва південорусів є новою вигаданою книжковою формою.
З назв, які прийняв в окремішності іншого народу великорос вживає несмішливу форму — хохол. Під ним великороси розуміють окремий народ, який говорить наріччям та мають окрему поведінку й ставлення для господарства.

| З короткого історичного огляду різниці, що виникла в далекі від нас часи між двома руськими народностями, можна зробити висновок, що українці вирізняються перевагою особистої свободи, а росіяни перевагою общинності. Згідно з корінним розумінням перших, зв'язок людей засновується на взаємній згоді й може розпадатися за умови незгоди, другі ж намагалися встановити необхідність та нерозривність одного разу встановленого зв'язку, й саму причину встановлення пояснити Божою волею, а отже, відгородити його від людської критики. |
| — Микола Костомаров |

Автор не погоджується, що можна назвати народ постановою, і наводить приклади Катерини II, яка своїм указом дала московитянам назву руські та заборонила вживати слово московитян. Далі описує етногенез північнослов'янських народів з їхнім минулим. Подається описова частина аргументації про відмінність великоросів та південнорусів з виховання дитинства, правову та владну оцінку, питання деспотії. Описує історію козаччини, монгольської влади, московських царства та їхнє ставлення до влади. Відмінності українців та росіян у церковних питаннях, освіти. Стверджує про те, що Київ та люди південної Русі мали значні контакти з іншими народностями у своїх містах на противагу великоросів. Описує толерантність до інших народностей у південнорусів та новгородців, протиставляючи великоруською нетерпимістю.
Описує високий матеріалізм великоросів та бажання руйнації всього навколо з південноруською протилежністю мирного співіснування. Порівнює ставлення до жінки та любові в південнорусів і великоросів, вказуючи, що чоловіки великороси не звеличують у піснях своїх партнерок. Високо оцінює народні пісні та любов до поезії південнорусів.
Оглядає побут господарств та порівнює казки й легенди. Вказує, що великорос схильний до афектації в літературі в порівнянні з південорусом. Ставить у відмінності ставлення до церкви. Далі описує ментальне відчуття прекрасного та бажання допомогти іншим у двох народностях. Він стверджує, що зазвичай великороси в порівнянні з південорусами роблять добро на матеріальній основі, не думаючи про користь іншій людині.
Порівнює ставлення до організації громади у південнорусів та принцип «кожному своє» з протилежністю організації життя великоросів. Описує характер права на земельну власність, де у великоросів воно вкрає обмежене з ознаками самодержавних принципів організації, південноруси — протилежність.

| Громада в українському розумінні — це зовсім не те, що мир в російському. Громада є добровільне зібрання людей, хто хоче — бере участь, хто не хоче — виходить з неї, як на Запорожжі: хто хотів — приходив і виходив звідти добровільно. Згідно з народним розумінням, кожен член громади сам собою є незалежною особистістю, самодостатнім власником; обов’язок його стосовно громади полягає лише у сфері тих стосунків, які встановлють зв'язок між її членами для взаємної безпеки та вигоди кожною, годі як у російському розумінні мир є ніби абстрактним виразом загальної волі, що поглинає персональну самобутність кожного. |
| — Микола Костомаров |

Пише про різницю до ставлення кріпосного права. На його думку, великороси як раби чи кріпосні частіше можуть любити свого господаря, тоді як у південнорусів це зустрічається рідко. Автор також описав, що південноруський народ має більше спільних рис з поляками в побуті та характері, аніж з великоросами. Схожість великоросів та південнорусів лише в мові.
Вбачає, що південноруси через історичне минуле та свою самобутність мають отримати державну автономію («державне життя»).
Різницю з поляками автор вбачає у тому, що поляки більш аристократичні з неприйняттям інших, а південноруси в формі демократичні. В цьому він вбачає конфлікт в часи Хмельниччини, адже поляк бачив у південнорусі свого підлеглого, а південнорус у полякові пана не може побачити.
Завершує статтю словами, що малоруси усвідомлюють важливість зв'язку з великоросами через порядок та організації. Малоруси не будуть зайвими для великоросів, чим допоможуть культурно підняти їхній рівень. З поляками, на думку автора, нічого спільного неможливо робити, а культурний обмін виключний через схожість. На його думку, поляки пропонують лише форму панства, яка на думку Миколи Костомарова лише вбиває південноруську народність.

## Видання
Вперше опублікована у журналі «Основа» 1861 року. У зібраннях творів Миколи Костомарова з виправленим варіантом. Українською мовою вперше видано в Тернополі 1886 року в перекладі Олександра Кониського. Окремим виданням вийшло у Львові 1906 року та Лейпцигу 1920 року. У Києві у 1990, 1993, 2012 та 2020 роках. У Харкові 1991 року. Російською мовою в Москві 2018 року.

## Критика
Російський юрист та доктор права Олександр Лохвицький у роботі рос. «Губерния, её земские и правительственные учреждения» («Губернія, її земські та урядові установи») розкритикував працю Костомарова, адже йому важко зрозуміти яку саме автор хоче Русь, федеративну чи провінціальну. Позитивно оцінив роботу Олександр Котляревський в бібліографічному огляді рос. «Старина и народность» («Старовина та народність») за 1861 рік. Котляревський визнав історичну важливість спроби Костомарова визначити корінні відмінності великоруської та південноруської народностей. Він побажав авторові підтвердити вказані судження у порівняльному аналізі внутрішнього побуту (мови, релігії, порядків та звичаїв), які, на його думку, недостатньо описані. Російський консервативний публіцист, літературний критик Михайло Катков негативно постався до статті, стверджуючи, що: «Обурливий і безглуздий софізм! Начебто можливі дві руські народності та дві руські мови, начебто можливі дві французькі народності та дві французькі мови!».

## Значення
Історик Михайло Грушевський назвав працю «євангелієм українського сепаратизму». Історик Дмитро Дорошенко висловився про книгу як «євангеліє українського націоналізму». Історик В'ячеслав Заїкин вважав характерологічні особливості росіян та українців в роботі класичними. Прикметні риси українців описані в статті Костомарова стали неодмінним елементом романтичної теологічної філософії й слов'янофільства та ранньої української історіографії.
У роботі також вперше проаналізовано українську ментальність. Дослідники української ментальності вважають статтю однією із символів українського відродження другої половини ХІХ століття.